# Префектура Папского Дома
Префектура Папского Дома или Папский Дом (лат. Pontificalis Domus), прежде известен как Maestro di Camera del Papa (магистр Папской палаты) — служба Римской курии. Она ответственна за Familia Pontificia, или Папскую Семью и Cappella Pontificia, или Папскую капеллу.

## Функции
Как говорится в апостольской конституции Pastor Bonus: «Префектура Папского Дома заботится о внутренней организации папского дома и контролирует все относительно поведения и обслуживания всех клириков и мирян, которые составляют папскую капеллу и семью. Эта служба верховного понтифика, и в Апостольском дворце, и когда он путешествует в Риме или по Италии.»
Это титул прелатов одного из четырёх Ватиканских дворцов и фактического главного камергера Ватикана. Его юрисдикция ограничена исключительно местами приема папы римского, и он контролирует все вопросы ежедневного личного обслуживания понтифика, типа домашних дел, Ватиканских гвардий, ходатайств об аудиенции, и т. д.
Для обычных людей наиболее важная роль префектуры — организация аудиенций у папы римского.
Еженедельная общая аудиенция папы римского обычно проходит в среду утром, и заявления на нее должны быть посланы непосредственно в префектуру Папского Дома.

## Члены
В самый широкий круг Папского Дома включают всех кардиналов и особенно палатинских кардиналов-патриархов, епископов-помощников Папского Трона, всех других епископов, которые, случается, присутствуют в курии, других высоких должностных лиц курии, князей-помощников Папского Трона, секретарей и экспертов Священных Конгрегаций, апостольских протонотариев, генералов и прокураторов религиозных орденов, консисторских адвокатов, церковных тайных камергеров, и многих других, включая монсеньоров.
Палатинские прелаты включали магистра палаты (префекта Спальной палаты), аудитора Дома и магистра Священного дворца, который был обычно доминиканцем (последний - магистр в академическом смысле, а теперь называется богословом Папского Дома, см. ниже). Участвующие тайные камергеры включали архиепископа как тайного элемозинария, секретаря княжеских бреве, секретаря Кодекса, субдатария Дома, секретаря Латинских писем и трёх участвующих тайных камергеров на еженедельной ротации. Ими были Виночерпий (который был заместителем магистра Палаты), секретарь посольств и хранитель Гардероба. Другие участвующие тайные камергеры включают ризничего Дома (августинец с 1352, в ранге архиепископа), Великого магистра Священного Апостольского Странноприимного Дома и князя Русполи, который был единственным мирянином в Дворянской тайной прихожей.
Великолепие Папского Дома несколько померкло с 1968 года, когда многие службы были упразднены или преобразованы. Оставшиеся службы включают в себя богослова Папского Дома (в настоящее время о. Войцех Гьертих из доминиканского ордена) и проповедника Папского Дома (в настоящее время о. Роберто Пазолини.). Про-богословом Папского Дома был Жорж Коттье, доминиканец, до папы римского Бенедикта XVI, который назначил о. Войцеха Гьертиха, доминиканца, в 2005 году.
Префектура включает папских камергеров. Другие главные службы включают мажордома Дома, или папского мажордома, который был палатинским прелатом и префектом Апостольского дворца.
Папскими гвардиями, кроме Швейцарской, были также Дворянская гвардия и Палатинская гвардия. Они были упразднены Папой римским Павлом VI в 1970 году.
Префектура управляет Апостольским дворцом, папским дворцом и виллой Барберини в городе Кастельгандольфо, содержит папские апартаменты.
Бывшим префектом Папского Дома является Георг Генсвайн, назначенный в 2012 году и покинувший свой пост в феврале 2023 года, чтобы заменить Джеймса Майкла Харви. Кардинал Харви, который служил при двух римских папах, был назначен архипресвитером базилики Сан-Паоло-фуори-ле-Мура. До 2005 года заместителем префекта был папский секретарь архиепископ Станислав Дзивиш, ныне кардинал и бывший архиепископ Кракова. Личным секретарём Папы римского является священник Эдгард Иван Римайкуна Инга.

## Нынешние сановники Префектуры Папского дома
- Префект: вакансия;
- Регент: монсеньор Леонардо Сапиенца, R.C.I. (с 4 августа 2012);
- Богослов: священник Войцех Гертых, O.P. (с 1 декабря 2005);
- Проповедник Папского Дома: священник  Роберто Пазолини O.F.M.Cap. (с 1980);

- Личный секретарь Папы римского: священник Эдгард Иван Римайкуна Инга (с 8 мая 2025);
- Второй личный секретарь Папы римского: вакансия;

- Личный врач Папы римского: профессор Роберто Бернабеи (с 24 февраля 2021);
- Личный помощник по здоровью Папы римского: Массимилиано Страппетти (с 4 августа 2022);

- Апостольский протонотарий de numero: монсеньор Франческо Ди Феличе (со 2 декабря 2008);
- Апостольский протонотарий de numero: монсеньор Леонардо Сапиенца R.C.I. (с 9 февраля 2013);
- Апостольский протонотарий de numero: монсеньор Франко Пива (с 18 июня 2015);
- Апостольский протонотарий de numero: монсеньор Уильям В. Миллеа (со 2 июля 2018);
- Апостольский протонотарий de numero: монсеньор Чезаре Бургацци (с 12 сентября 2022);
- Апостольский протонотарий de numero: монсеньор Брайан Эдвин Ферме (с 8 ноября 2022);
- Апостольский протонотарий de numero: прелат-секретарь Совета экономики, монсеньор Паоло Лука Брайда (с 22 декабря 2022).

## Список Префектов Папского Дома (бывшие название «Maestro di Camera»)

### Магистры Папской Палаты
...
- Лука Антонио Вирили (9 февраля 1621 — 27 декабря 1624);
- Лаудивьо Дзаккья (27 декабря 1624 — 9 января 1626);
- Марцио Джинетти (5 февраля 1626 — 30 августа 1627);
- Франческо Адриано Чева (30 августа 1627 — 1 января 1635);
- Анджело Джори (1 января 1635 — 13 июля 1643);
- Альдерано Чибо-Маласпина (15 сентября 1644 — 6 марта 1645);
- Джироламо Буонвизи (16 июля 1655 — 9 апреля 1657);
- Волюмнио Бандинелли (5 июня 1658 — 5 апреля 1660);
- Джакомо Филиппо Нини (14 января 1664 — 15 февраля 1666);
- Эмилио Бонавентура Альтьери (24 января 1667 — 29 ноября 1669);
- Камилло Массимо (29 ноября 1669 — 22 декабря 1670);
- Алессандро Крешенци (23 декабря 1670 — 27 мая 1675);
- Антонио Пиньятелли дель Растрелло (29 мая 1675 — 1 сентября 1681);
- Бальдассаре Ченчи старший (28 августа 1691 — 11 ноября 1697);
- Франческо Аквавива д’Арагона (16 ноября 1797 — 23 марта 1700);
- Томмазо Руффо (23 марта 1700 — 17 мая 1706);
- Лодовико Пико делла Мирандола (7 июня 1706 — 24 октября 1707);
- Антонио Франческо Санвитале (1 ноября 1707 — 6 мая 1709);
- Карло Мария Марини (15 апреля 1709 — 16 декабря 1715);
- Джиберто Бартоломео Борромео (16 июня 1716 — 15 марта 1717);
- Синибальдо Дориа (14 мая 1721 — 7 июня 1724);
- Никколо Мария Леркари (7 июня 1724 — 13 июня 1726);
- Франческо Антонио Фини (13 июня 1726 — 26 января 1728);
- Франческо Боргезе (26 января 1728 — 14 мая 1729);
- Трояно Аквавива д’Арагона (14 мая 1729 — 3 октября 1730);
- Синибальдо Дориа (3 октября 1730 — 21 мая 1731);
- Ладзаро Паллавичини (1 июня 1731 — 1 августа 1740);
- Просперо Колонна ди Шарра (1740—1743);
- Винченцо Мальвецци Бонфьоли (1743—1753);
- Антонио Эрба-Одескальки (1758 —1759);
- Джованни Баттиста Реццонико (1761—1766);
- Шипионе Боргезе (1766—1771);
  - вакантно (1771—1775);
- Гвидо Кальканьини (1775—1776);
- Винченцо Мария Альтьери (1776—1780);
- Ромоальдо Браски-Онести (1780—1786);
- Филиппо Ланчеллотти (1786—1794);
- Марино Карафа ди Бельведере (21 февраля 1794 — 19 августа 1800);
- Джованни Галларати Скотти (19 августа 1800 — 23 февраля 1801);
  - вакантно (1801—1807);
- Бенедетто Наро (30 декабря 1807 — 8 марта 1816);
- Агостино Риварола (8 марта 1816 — 1 октября 1817);
- Антонио Мария Фрозини (1 октября 1817 — 10 марта 1823);
- Бенедетто Барберини (1823—1828);
- Доменико Де Симоне (1828—1830);
- Луиджи Дель Драго (1828—1831);
- Франческо Мария Пандольфи Альберичи (1831—1832);
- Костантино Патрици Наро (1832—1836);
- Адриано Фиески (1836—1838);
- Франческо Саверио Массимо (1838—1842);
- Франческо Медичи ди Оттаяно (1842—1847);
- Карло Луиджи Морикини (1847—1848);
- Джакомо Антонелли (1848—1856);
- Эдоардо Борромео (1856—1868);
- Бартоломео Пакка младший (1868—1875);
- Франческо Риччи Параччани (1875—1876);
- Джованни Симеони (1876—1878);
- Алессандро Франки (1878);
- Лоренцо Нина (1878—1880);
  - вакантно (1880—1882);
- Аугусто Теодоли (1882—1886);
- Луиджи Макки (1886—1889);
- Фулько Луиджи Руффо-Шилла (1889—1891);
- Франческо Салезио делла Вольпе (1891—1901);
- Оттавио Каджано де Ацеведо, Оттавио (1901—1905);
- Гаэтано Бислети (1905—1911);
- Витторио Амедео Рануцци де Бьянки (1911—1914);
- Пьетро Гаспарри (1914—1918);
- Джованни Таччи Порчелли (1918—1921);
- Камилло Качча Доминиони (16 июня 1921 — 16 декабря 1935);
  - вакантно (1935—1950);
- Федерико Калори ди Виньяле (20 декабря 1950 — 29 октября 1958);
- Марио Назалли Рокка ди Корнелиано (29 октября 1958 — 15 августа 1967);

### Префекты Папского Дома
- Марио Назалли Рокка ди Корнелиано (15 августа 1967 — 9 апреля 1969);
- Жак-Поль Мартен (9 апреля 1969 — 18 декабря 1986);
- Дино Мондуцци (18 декабря 1986 — 7 февраля 1998);
- Джеймс Харви (7 февраля 1998 — 23 ноября 2012);
- Георг Генсвайн (7 декабря 2012 — 28 февраля 2023);
  - пост вакантен с 28 февраля 2023 года.

## Бывшие посты
Сюда также относятся тайные камергеры Меча и Плаща (миряне, традиционно державшие наследственные посты):
- Маршал Святой Римской Церкви и Священного Конклава (князья Киджи);
- Великий магистр Священного Апостолического Странноприимного Дома или генерал-квартирмейстер Священных Дворцов (князья Русполи). Он был также в Дворянской Тайной Прихожей;
- Наследственный Генерал-квартирмейстер или Foriere Maggiore (маркизы Саккетти, маркизы Кастель Романо);
- Шталмейстер или наследственный суперинтендант ступеней Дворцов, Cavallerizzo Maggiore (маркизы Серлупи Крешенци);
- Генеральный почтмейстер, Великий магистр Папской Почты или наследственный суперинтендант почт (князья Массимо, князья и господин Арсоли, герцоги Антиколи Коррадо);
- Предъявитель Золотой Розы, или Хранитель Золотой Розы предназначенной для членов королевских домов (не наследственный) с 1895;
- Секретарь Посольств (не наследственный, он был также в Дворянской Тайной Прихожей) с 1948;
- Капитан-командир, лейтенанты и полковник Папской Дворянской гвардии (не наследственные).

Практические и церемониальные функции этих должностей были отменены папой римским Павлом VI в его motu proprio Pontificalis Domus. Эти титулы теперь вполне почетны (хотя все ещё наследственные и остается в пределах их соответствующих семей).